# La Pyramide rouge
Pour la véritable pyramide de ce nom, voir Pyramide rouge.
La Pyramide rouge (titre original : The Red Pyramid) est un roman de fantasy écrit par Rick Riordan et paru en langue originale le 4 mai 2010 puis traduit et publié en France le 31 août 2011. Il s'agit du premier tome de la série Les Chroniques de Kane. 

## Résumé
Ce livre, inspiré de la mythologie égyptienne, raconte les aventures contemporaines de Carter Kane, un enfant de 14 ans, et de sa sœur Sadie Kane, âgée de 12 ans.
Depuis la mort de leur mère, Carter et Sadie sont presque devenus des étrangers. Tandis que Sadie vivait à Londres avec ses grands-parents, Carter voyageait à travers le monde aux côtés de son père Julius Kane, un brillant égyptologue.
Une nuit, Julius amène ses enfants au British Museum pour y faire une recherche expérimentale. Mais les choses ne se passent pas comme prévu et ils libèrent malencontreusement le terrible dieu Seth, qui l'emprisonne immédiatement. Carter et Sadie parviennent à s'enfuir.
Aidés des dieux Horus et Isis, ils vont se lancer dans un voyage à travers le monde pour sauver leur père et empêcher le dieu Seth et sa pyramide rouge de détruire le monde.

## Personnages
Carter Kane : à 14 ans il devient l'hôte du dieu Horus et découvre qu'il descend de deux grandes lignées de pharaons. Depuis ses 8 ans, âge qu'il avait au décès de sa mère, il voyage avec son père à travers le monde. Il est le frère aîné de Sadie.
Sadie Kane : à 12 ans elle devient l'hôte de la déesse Isis. Depuis ses 6 ans, elle vit à Londres avec ses grands-parents ; c'est la petite sœur de Carter. 
Julius Kane : brillant égyptologue, il est le père de Carter et de Sadie. Il est également magicien et deviendra l'hôte du dieu Osiris.
Amos Kane : frère de Julius Kane, il était le seul membre du Nome vingt-et-un avant l'arrivée de Carter et Sadie. Lui-même un puissant magicien, il sera contre son gré l'hôte du dieu Seth.
Zia Rashid : magicienne du feu et du Premier Nome, elle deviendra amie avec Sadie et Carter et les aidera, elle ne laisse d'ailleurs pas celui-ci indifférent.
Michel Desjardins : chef lecteur de la Maison de Vie succédant Iskandar, il est contre la magie suivant la voie des dieux et cherche donc à empêcher Carter et Sadie à mener leur quête à bien.

### Dieux
Bastet : déesse chat, elle a été libérée de son éternel combat contre Apophis grâce à la mère de Sadie et Carter, qui y a laissé la vie. Elle aide Carter et Sadie tout au long de leur aventure, et finit par les considérer comme ses "chatons" . 
Thot : c'est le dieu de la connaissance, il a aidé les deux héros à avancer dans leur quête.
Nout : déesse du ciel, elle apparait dans le rêve de Sadie lorsqu'elle dort. Fille de Rê, femme de Geb et mère de Seth, elle aide Sadie, Carter et Bastet à trouver Thot et les prévient que l'animal de Seth les attaque.
Horus : il est le roi des dieux, et "habite" dans le corps de Carter, sans le posséder entièrement, qui est son hôte humain.
Isis : mère d'Horus et épouse d'Osiris, elle est la reine des dieux, et "habite" le corps de Sadie, sans la posséder entièrement, qui est son hôte humain.
Anubis : dieu funéraire, il rencontre a plusieurs reprises Sadie et ne laisse pas celle-ci indifférente.

### Animaux
Khéops : babouin d'Amos, il accompagnera Sadie et Carter dans certains moments. Fan de basketball, il ne mange que des choses qui se terminent par le son "o" (comme les cheerios, les oiseaux...). Quand la maison d'Amos fut détruite, il s'est réfugié dans le lycée abandonné servant d'habitation au dieu Thot.
Philippe de Macédoine : c'est un crocodile albinos qui vit dans la maison d'Amos, pour porter chance, il a aussi protégé Carter et Sadie 